# Rakiraki
Rakiraki, Raki Raki, Vaileka – miasto na Fidżi (Dystrykt Zachodni, Prowincja Ra), na wyspie Viti Levu. Według danych szacunkowych na rok 2009 liczy 5078 mieszkańców. Jest tutaj rozwinięty przemysł spożywczy.
Znajduje się tu grób XIX-wiecznego ratu Udre Udre, zapisanego w Księdze rekordów Guinnessa jako najpłodniejszy kanibal. Grobowiec jest popularną atrakcją turystyczną.